# Junaluska
Junaluska (Måske 1770 – 20. oktober 1868) (også kendt som Gulkalaski og Tsunalahunski) var en af cherokesernes store høvdinge. Han var leder af nogle af krigerne i Slaget ved Horsehoe Bend, og han ledede en af grupperne på Trail of Tears, cherokesernes fordrivelse fra deres hjemland til Indianerterritoriet i Oklahoma.

## Baggrund
Junaluska blev sandsynligvis født i det, der nu er Murphy i North Carolina, selv om enkelte kilder mener at vide, at han blev født et sted i Tennessee. Fødselsåret er meget usikkert. Nogle kilder har det så tidligt som 1758, andre så sent som 1779. De fleste kilder er mere forsigtige, og siger bare midt i 1700-tallet. Efter at Junaluska var blevet gift flyttede han til Snowbird Mountains i det vestlige North Carolina, nær byen Robbinsville, lidt nord for Murphy, og ikke så langt fra det nuværende reservat for Eastern Band of Cherokee Indians. 
I modsætning til flere af cherokesernes andre markante ledere fra denne periode, som fx John Ross, Major Ridge og Sequoyah, var Junaluska fuldblods cherokeser. Han var ikke specielt veluddannet, men gennem sine personlige egenskaber avancerede han og med årene blev han leder af ”snowbird” klanen, selv om han aldrig officielt havde status af høvding. 
Vi ved meget lidt om Junaluska før 1811, bortset fra, at hans navn oprindeligt var Gulkalaski, der betyder "Den der læner sig op ad noget og falder". Dette navn skulle han efter sigende have fået fordi hans mor, en dag, mens han var baby, lænede det bærestativ han var fastgjort i, op ad et træ, hvorefter stativet væltede. 
I 1811 besøgte shawnee høvdingen Tecumseh cherokeserne, for at overtale dem til at gå med i en krig mod de hvide nybyggere, der blev ved med at rejse ind på indianernes territorium på trods af alle traktater. Ved dette møde optrådte Junaluska (eller Gulkalaski, som han stadig hed på det tidspunkt) som cherokesernes talsmand, og det var ham, der på stammens vegne afviste Tecumsehs forslag. Junaluska var også en af de klanledere, der argumenterede positivt for at cherokeserne skulle adoptere de hvides fastboende landbrugskultur, og i nogen udstrækning opgive den traditionelle jægerkultur.

## Krigen mod creek-indianerne
I 1812-1814 førte USA krig mod creek-indianerne, der var cherokesernes arvefjender. Et stort kontingent af cherokesere under ledelse af høvdingene Major Ridge og John Ross (senere den første valgte overhøvding for cherokeserne) sluttede sig til Andrew Jacksons tropper. I dette kontingent var også Junaluska med 500 krigere. Junaluska (Gulkalaski) havde, inden han tog af sted, svoret overfor sin klan, at han ville udrydde creekerne til sidste mand. 
I Alabama, ved Horsheshoe Bend, et af Tallapoosa-flodens sving, havde en stor gruppe creeker bygget palisader på tværs af den halvø, som svinget dannede, så de på tre sider var beskyttet af floden, og på den sidste af palisaderne. Den 27. marts 1814 besluttede Andrew Jackson at gennemføre et frontalangreb på palisadestillingen med sine frivillige militsstyrker. Cherokeserne under Major Ridge skulle krydse floden og angribe creekerne bag palisaderne. Junaluska og to andre cherokesere, Whale og, ifølge nogle kilder, John Ross selv, svømmede over floden trods kraftig beskydning, hvorunder Whale blev såret, og stjal creekernes kanoer. Ved hjælp af kanoerne, kunne cherokeserne nu krydse floden og angribe creekerne bagfra. Det betød at Jacksons styrke fik overtaget, mange creeker blev dræbt mens en del flygtede. Junaluska ville forfølge de flygtende med sine 500 mand, men Andrew Jackson og Major Ridge forbød det. Junaluska udmærkede sig flere gange under slaget, og blev anerkendt for sin tapperhed og sit vovemod, af både de hvide tropper, og af cherokeserne. 
En historie fortæller, at da Jackson selv på et tidspunkt var ved at blive overmandet af en creek indianer, var det Junaluska, der reddede hans liv, ved at hugge sin tomahawk i hovedet på creeken, og dermed frelste Jacksons liv. Historien er ikke bekræftet af øjenvidner, og selv om det er ret sikkert, at Jackson faktisk blev reddet af en cherokeser, er det ikke givet, at det var Junaluska. Indirekte er der dog noget, der tyder på det, se nedenfor.

## Gulkalaski bliver til Junaluska
Da Gulkalaski , som han altså stadig hed, kom hjem til Snowbird klanen, skulle han efter sædvane fortælle om begivenhederne under slaget. Efter sigende fortalte han sin historie med et enkelt ord på cherokesisk, "detsinulahungu", der betyder "Jeg prøvede, men jeg kunne ikke". Udtalelsen hentyde til, at han ikke som lovet havde udryddet alle creeker. Det var egentlig ikke hans fejl, men General Jackson og Major Ridge ville altså ikke lade ham forfølge de flygtende creeker, og fem måneder senere blev der underskrevet en fredsaftale mellem creek stammen og USA. 
Stammen gav ham derfor navnet Tsunulahunski, ”Den der forsøger, men fejler”. Navnet var imidlertid svært at stave for de hvide, specielt fordi man typisk stavede navne, som man "hørte" dem. Cheroksernes "hvide høvding" Will Thomas, kaldte ham Chunaluska i sine dagbøger, andre steder ses navnet stavet som Junoluskee eller Ja-Ne-lus-Kih foruden altså Junaluska, som er den accepterede stavemåde i dag.

## Forvisningen af cherokeserne
I 1830 underskrev den amerikanske kongres den såkaldte Indian Removal Act. Denne gav præsidenten lov til at forhandle med de indianske stammer, der boede øst for Mississippi-floden, om at disse skulle flytte til Indianerterritoriet i det nuværende Oklahoma. I 1835 underskrev en lille gruppe cherokesere, det såkaldte "Treaty Party" på stammen vegne, men i mod det store flertals ønsker, den såkaldte New Echota traktat, hvor stammen gav afkald på alle landområder øst for Mississippi-floden, til gengæld for nyt land i territoriet. Blandt modstanderne af traktaten var stammens overhøvding, John Ross, der samlede 15.000 underskrifter fra stammemedlemmer, som protesterede mod aftalen. Trods disse underskrifter, og stor modstand i kongressen, blev traktaten ratificeret i kongressen 1836 med én stemmes flertal. John Ross, der havde kæmpet sammen med præsident Andrew Jackson i krigen mod creekerne ansøgte om audiens hos præsidenten, men dette blev afvist.
Da John Ross havde fået afslag på audiensen, og en begæring om at cherokeserne skulle få lov til at blive på sit oprindelige område og være en selvstændig stat i USA, var blevet afslået, bad Ross Junaluska om at forsøge at få audiens. Han havde jo trods alt reddet præsidentens liv og i modsætning til John Ross fik Junaluska faktisk bevilget en audiens, men da han havde fremført sine (og stammens) ønsker meddelte Jackson ham efter sigende: ”Sir, Your audience has ended! There is nothing I can do for You.”
I 1838 startede så cherokesernes påtvungne rejse mod vest, "Trail of Tears". Stammen foretog turen opdelt i 17 grupper på hver ca. 1.000 mennesker. Også Junaluska var med på Trail of Tears, hvor han fungerede som leder af en af grupperne. På turen døde Junaluskas hustru, og han så hvordan mange andre af hans stammefæller bukkede under for anstrengelserne. Efter "rejsen" udtalte han "Havde jeg vidst ved Horseshoe Bend, hvad jeg ved i dag, havde USA’s historie skullet skrives anderledes". 

## Afslutning
I 1843 stak han af fra reservatet, og vandrede hele vejen tilbage til Snowbird Mountains. En af hans gamle venner og kammerat fra tiden før fordrivelsen, William Holland Thomas, cherokesernes "hvide høvding" talte hans sag overfor myndighederne og i 1847 fik han bevilget borgerskab i Georgia "på grund af sine fortjenester som leder ved Horsehoe Bend og ved andre lejligheder under den seneste krig mod Storbritannien." Han fik bevilget 357 acres jord (ca. 145 hektar), og $100. Han giftede sig igen og fik yderligere tre børn, og han døde i 1868, omkring 100 (måske næsten 110) år gammel. Han er begravet i byen Robbinsville. 
Byen (og søen) Lake Junaluska i North Carolina er opkaldt efter ham.

## Eksterne referencer
- Arven efter Junaluska Arkiveret 13. november 2006 hos  Wayback Machine
- Høvding Junaluska Arkiveret 13. januar 2008 hos  Wayback Machine
- Junaluska Museet